# Differenzdruck-Messverfahren

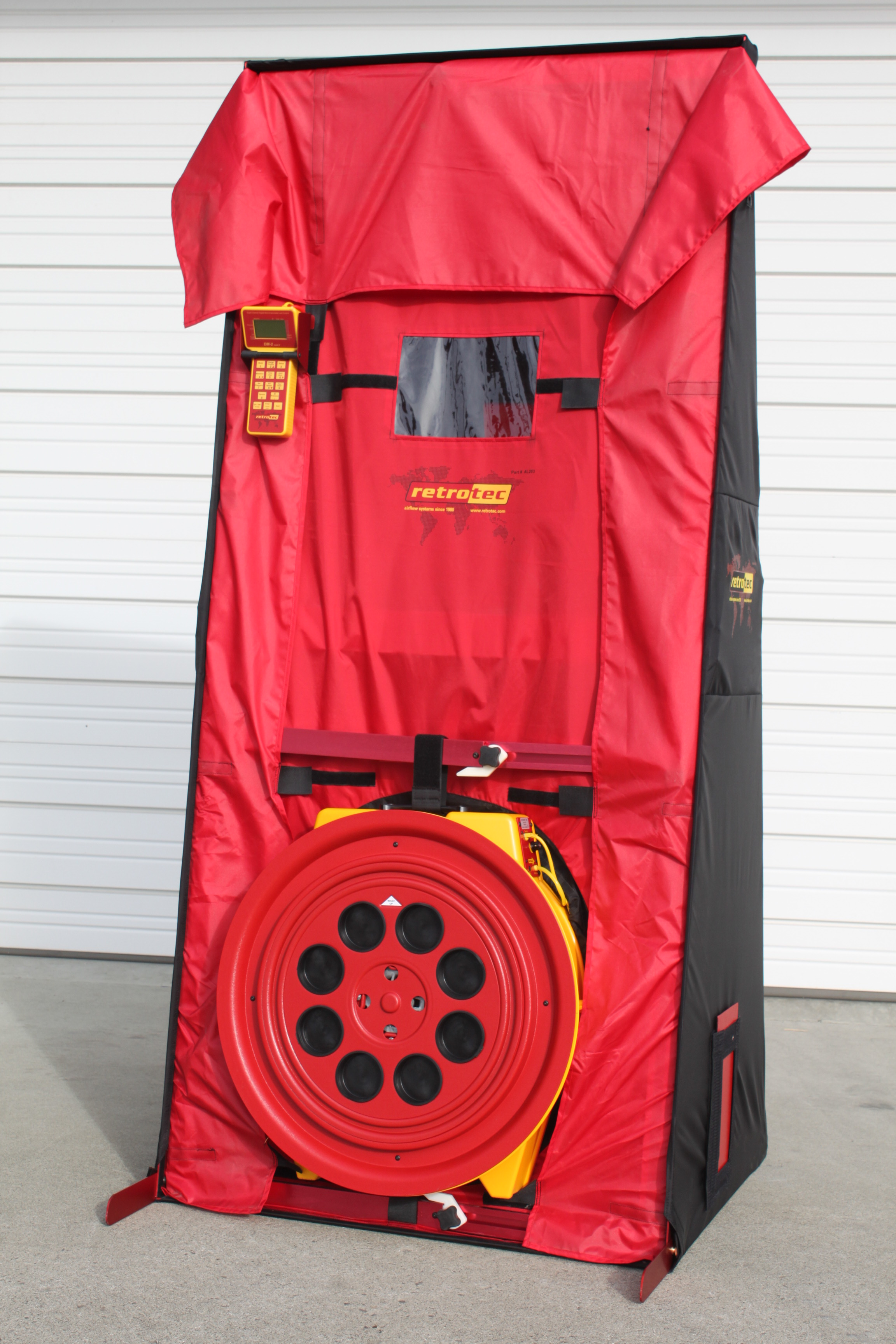
Das Blower-Door-Gerät, mit dem die Messung erfolgt

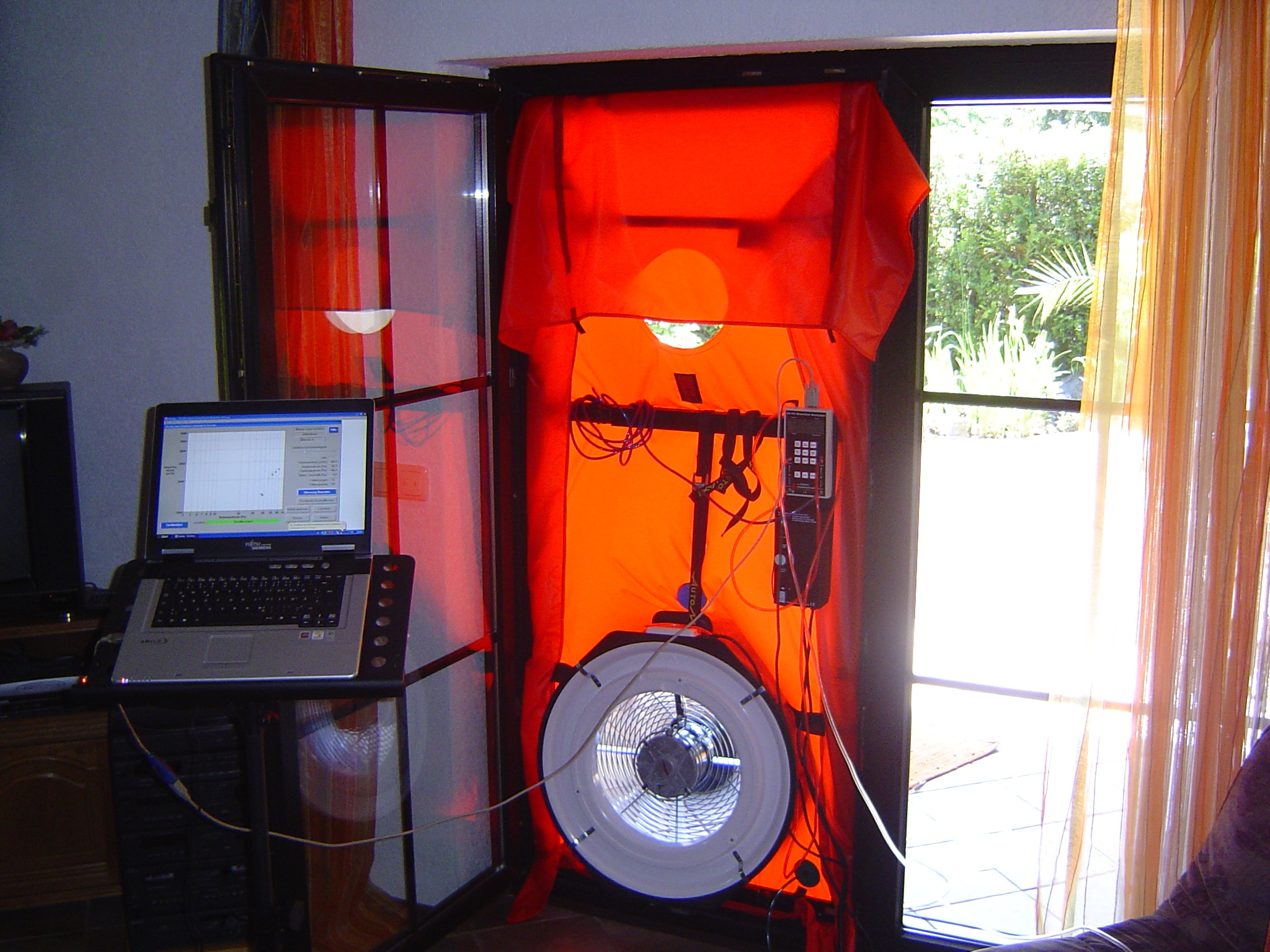
In die Tür eingebautes Blower-Door-Gerät

Mit dem Differenzdruck-Messverfahren (auch: Blower-Door-Test) wird die Luftdichtheit eines Gebäudes gemessen. Das Verfahren dient dazu, Lecks in der Gebäudehülle aufzuspüren und die tatsächliche Luftwechselrate zu bestimmen.

## Gesetzliche Vorgabe
Das Ziel eines jeden Bauvorhabens sollte es sein, eine optimale Wohnbehaglichkeit zu erreichen und die dafür eingesetzte Energie zu minimieren. Dazu ist es notwendig, eine einigermaßen luftdichte Außenhülle an jedem Gebäude zu schaffen. In der deutschen DIN 4108, Teil 7, etwa wird der „Einbau einer luftundurchlässigen Schicht über die gesamte Fläche“ gefordert. Die DIN setzt verbindliche Grenzwerte für die Luftwechselrate n50 fest, somit hat ein neues Gebäude den Anspruch auf eine gewisse Luftdichtigkeit, welche durch die Differenzdruckmessung nachgewiesen werden kann. Jedes Gebäude muss nach heutigem Standard eine geplante, lückenlose, dichtende Ebene zwischen Innen- und Außenbereich aufweisen. Dies wird mit zunehmenden Dämmstoffstärken immer wichtiger, da der Wärmedurchgang über Transmission durch gut gedämmte Bauteile zwar sehr gering ist, aber seine Effizienz verliert, wenn ein großer Teil der zugeführten Energie durch Konvektion über Leckagen verlorengeht. Die Leckageortung im Rohbauzustand mit Hilfe eines im Gebäude erzeugten Unterdruckes lässt Leckagen erkennen. Diese können ohne großen Aufwand vor dem Einbau der Beplankungen behoben werden. Es lässt sich somit nachhaltig Energie einsparen und die Gefahr von Bauschäden und Herabsetzung der Dämmwirkung durch Kondensation in den Dämmstoffen während der Winterperiode reduzieren.
Die Durchführung von Blower-Door-Messungen ist somit grundsätzlich optional. Lediglich zwei einschränkende Vorgaben sorgen dafür, dass eine Messung zur Pflicht wird:
1. EnEV: Der Energieberater hat so einige Stellschrauben im Rahmen der Erstellung von Wärmeschutznachweisen. Einer dieser Parameter ist die Vorgabe zur Durchführung eines Blower-Door-Tests. Hiermit wird festgeschrieben, dass der EnEV-Nachweis erst Gültigkeit erlangt, sobald eine Blower-Door-Messung mit positivem Ergebnis durchgeführt worden ist. Das entsprechende Zertifikat zur Dokumentation des Ergebnisses ist dem Wärmeschutznachweis hinzuzufügen.[1]
2. KfW: Die Kreditanstalt für Wiederaufbau (KfW) ist ein wesentlicher Treiber der nachhaltigen energetischen Entwicklung der Baubranche. Der Einfluss reicht nicht nur in die deutlich straffere energetische Planung von Gebäuden herein, sondern setzt auch externe Faktoren zur Sicherstellung der nachhaltigen Bauweise voraus. Einer dieser Faktoren ist der Blower-Door-Test. Die luftdichte Bauweise ist das wichtigste Kriterium im Rahmen der energetischen Reduzierung und steht weit vor den energetischen Verlusten durch Transmission über die Bauteile. Aus diesem Grund hat sich die KfW dazu entschlossen, alle Bauprojekte mit einer Pflicht zur Durchführung eines Luftdichtheitstests zu belegen.[2] Dies umfasst nicht nur den Neubau, sondern reicht auch in den Umbau und die Sanierung hinein.[3]

Genormt ist das Differenzdruckverfahren in der ISO 9972:1996 und der darauf aufbauenden EN 13829 Wärmetechnisches Verhalten von Gebäuden – Bestimmung der Luftdurchlässigkeit von Gebäuden. Differenzdruckverfahren laut DIN EN 13829:2001-02.

## Messprinzip

Ermittlung der Luftwechselrate n50

Durch einen Ventilator wird Luft in das zu untersuchende Gebäude gedrückt oder herausgesogen. Zur Anpassung des geförderten Luftstroms an die Gebäudedichtigkeit dienen verschieden große Messblenden für den geförderten Volumenstrom. Durch Kalibrierung wird die Größe des Volumenstroms angezeigt. Der drehzahlgeregelte Ventilator wird so eingestellt, dass zum Umgebungsdruck eine Druckdifferenz von 50 Pa (Pascal) entsteht. Druckdifferenzen entstehen auch natürlich, wenn z. B. Wind weht und dabei auf eine Fläche wie eine Hausmauer trifft. Die entstehende Druckdifferenz bei Windlast hängt von Fläche und Windgeschwindigkeit ab, welcher Windstärke die aufgebaute Druckdifferenz von 50 Pa entspricht, hängt also von der Größe des Messobjekts ab.
Der Ventilator wird mittels eines verstellbaren Metallrahmens, der von einer luftundurchlässigen Plane umgeben ist, in eine Tür- oder Fensteröffnung eingesetzt. Dabei drückt sich der Rahmen über Gummidichtungen im Tür- oder Fensterrahmen fest. Durch die Messung in einer Tür kam der Name Blower-Door-Test (deutsch: Gebläse-Tür-Messung) zustande. Die Tür oder das Fenster, in der die Messeinrichtung eingesetzt wird, kann dann natürlich nicht mit gemessen werden. Da es oft sehr wichtig ist, auch die meist großen Haustüren mit zu messen, kann für den Einbau des Blower-Door-Gerätes auch z. B. eine Balkontür verwendet werden.
Durch die Meßblenden erzeugt das Gebläse im Ventilator selbst einen Überdruck. Messinstrumente bestimmen die zwei Druckdifferenzen:
1. Druckdifferenz zwischen Außen- und Innenraum,
2. Druck im Ventilator – und damit die Größe des Luftstroms, die der Ventilator transportiert.

Die Drehzahl des Ventilators wird so geregelt, dass sich ein bestimmter Druck zwischen Außen- und Innenraum aufbaut. Dabei muss er bei der Unterdruckmessung soviel Luft nach außen befördern, wie durch die vorhandenen Leckstellen in das Gebäude eindringt. Der gemessene Luftstrom wird durch das Volumen des Gebäudes geteilt. Diesen Wert, die Luftwechselrate n50, kann man nun mit anderen Gebäuden und Normen vergleichen.

Das Blower-Door-Verfahren bietet die Möglichkeit:
1. Lage und Stärke der Undichtigkeiten zu bestimmen (qualitativ)
2. Luftstrom (V50 in m³/h) durch die Summe aller Leckagen bei einem Prüfdruck von 50 Pa (quantitativ) zu ermitteln
3. Daraus mit dem Raumvolumen die stündliche Luftwechselrate (V50 / V Raum = n50) bei 50 Pa zu berechnen

## Messphasen

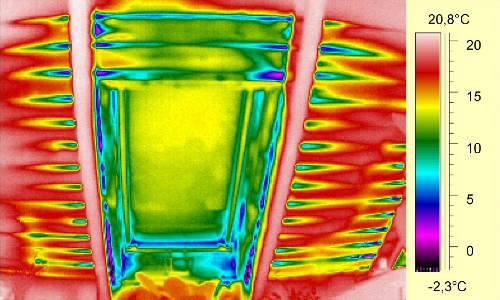
Infrarotbild großer Luftleckagen eines Dachflächenfensters während der Unterdruckmessung

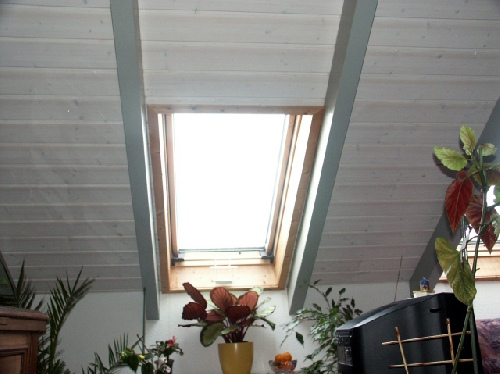
Sichtfoto des obigen Infrarotbildes

Der Blower-Door-Test gliedert sich in drei Phasen:
1. In der ersten Phase wird ein konstanter Unterdruck von 50 Pa oder etwas höher erzeugt und aufrechterhalten. Während dieser Phase wird die Gebäudehüllfläche nach Leckagen (undichte Stellen) abgesucht, an denen Luft unerwünscht hereinströmt. Bei der späteren Nutzung des Gebäudes sind diese Leckagen die Stellen, an denen beheizte Innenluft nach außen entweicht. Größere Fehlstellen lassen sich bereits mit der Hand erfühlen, für kleinere benutzt man Rauchspender (Rauchmaschinen) oder Luftgeschwindigkeitsmesser. Die genauesten Messungen der Luftleckagen sind mittels Infrarotkamera möglich. Auch die Nachweisführungen der undichten Bereiche werden durch die Infrarotbilder sehr exakt und anschaulich wiedergegeben. Somit ist eine gezielte Nachbesserung der Undichtigkeiten an der dichtenden Ebene von Gebäuden möglich.
2. In der zweiten Phase wird ein Unterdruck aufgebaut, wobei man mit kleinen Drücken (10 bis 30 Pa) beginnt und schrittweise (z. B. in 5 bis 10 Pa-Schritten) bis auf den Enddruck (60 bis 100 Pa) erhöht. Bei jedem Schritt wird der jeweilige Luftvolumenstrom in Abhängigkeit von dem Gebäudedruck gemessen und protokolliert.
3. In der dritten Phase wird ein Überdruck erzeugt und die Messung wird analog zur Unterdruckmessung wiederholt.

Aus den gesamten Ergebnissen des Über- und Unterdruckes des Gebäudes wird die mittlere Luftwechselrate (n50-Wert) errechnet. Dieser gibt an, wie oft die Luft in dem gemessenen Gebäude durch Leckagen bei einem Referenzdruck von 50 Pa in einer Stunde ausgetauscht wird. Ein n50-Wert = 2,5 h−1 bedeutet zum Beispiel, dass die Luft in dem Gebäude bei einer Druckdifferenz von 50 Pa in einer Stunde 2,5 mal durch Luftundichtigkeiten ausgetauscht wird. Der genaue Ablauf der Messung ist in DIN EN 13829 geregelt.

Für eine Blower Door Untersuchung an einem Einfamilienhaus vor Ort muss eine Zeit von ungefähr 3 Stunden veranschlagt werden. Voraussetzung ist, dass das Volumen und die Grundflächen des Gebäudes innerhalb der dichtenden Ebene ermittelt wird. Nach Abschluss der Messungen bekommt der Hausbesitzer ein Zertifikat über die Qualität der gemessenen Gebäudehülle, falls die Grenzwerte nach Norm nicht überschritten wurden. Diese liegen derzeit bei 3,0 h−1 für Wohngebäude und 1,50 h−1 für Wohngebäude mit Lüftungsanlage.

## Grundsätzliche Erwägungen
Das Differenzdruck-Messverfahren sollte an jedem Neubau und Umbau durchgeführt werden, um evtl. vorhandene Fehlstellen der Gebäudehülle frühzeitig zu lokalisieren.

Die EnEV (Energieeinsparverordnung) honoriert die Durchführung der Blower-Door-Messung. Werden die Grenzwerte eingehalten, darf ein reduzierter Luftwechsel angesetzt werden und bei Gebäuden mit Lüftungsanlage gehört die Blower-Door-Messung zum Standard, da nur mit Dichtheitsnachweis diese Technik im Energiebedarfsnachweis berücksichtigt werden darf. Bei Niedrigenergiehäusern und Passivhäusern ist der Nachweis Pflicht.
Bei der Messung geht es um zwei Ziele. Erstens darf die Luftmenge, die der Ventilator fördert und die durch unvermeidliche Fugen usw. entweicht, höchstens 3,0 mal in der Stunde die Luft im Gebäude austauschen (Vorgabe durch die deutsche Energieeinsparverordnung – EnEV, bei Gebäuden mit Lüftungsanlagen höchstens 1,5 mal) und zweitens sollte derjenige, der die Messung durchführt, auch die Fehlstellen lokalisieren und dokumentieren, damit diese beseitigt werden können. Es nützt also nichts, einen Blower-Door-Test durchzuführen, dann festzustellen, dass die Norm nicht eingehalten wird (keine Erstellung des Zertifikates möglich), ohne eine genaue Ortung der Leckstellen vorzunehmen. Die letzte Forderung ist nicht direkt Gesetz, sondern gehört zu den allgemeinen anerkannten Regeln der Technik, auf deren Einhaltung z. B. ein Bauherr auch ohne besondere Vereinbarung Anspruch hat.

Deshalb müssen Fehlstellen rechtzeitig erkannt und beseitigt werden.
Typische Luftwechselraten als Ergebnis der Gebäude-Dichtheitsmessung sind: bei undichten Altbauten 4 bis 12 h−1; bei Neubauten ohne besondere Sorgfalt 3 bis 7 h−1; bei Niedrigenergiehäusern 1 bis 2 h−1 und bei Passivhäusern 0,1 bis 0,6 h−1. In Passivhäusern ist die Luftdichtheit besonders wichtig, daher ist dort ein Grenzwert von 0,6 h−1 vorgegeben (gemessen jeweils bei 50 Pa).

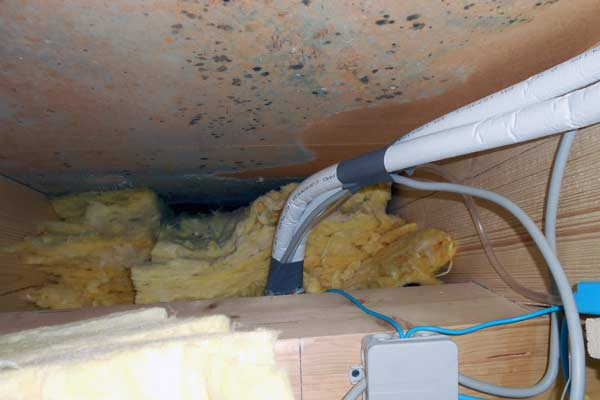
Schimmelpilzbefall an einer Dachschräge verursacht durch ein Loch in der Dampfbremsfolie

Ein Gebäude muss gelüftet werden (z. B. zur Feuchtigkeitsabfuhr) – aber nur über die vorgesehenen Lüftungsmöglichkeiten. Strömt Raumluft (die immer feucht ist) durch Mängel in der Bauausführung (ungewollte Fugen, Schlitze usw.) ins Freie, sind fast immer Bauschäden (Schimmel usw.) programmiert. Strömt z. B. feuchte Raumluft durch Mineralwolle, so kommt es zum Tauwasserausfall: Entsprechend der Funktion der Mineralwolle zur Wärmedämmung ist eine Seite der Mineralwolle warm – und zwar die, die dem Raum zugewandt ist – und die andere Seite ist im Winter kalt. Kommt die Raumluft in den kalten Bereich, wird die Luft stark gekühlt, der Taupunkt wird unterschritten und Tauwasserausfall ist die Folge. Wegen der mangelnden Zugänglichkeit kann dieses Tauwasser nicht – wie am Fenster – abgewischt werden. Die einzige Vermeidungsmöglichkeit ist eine sorgfältig luftdichte Ausführung der Konstruktion auf der warmen Seite (luftdichte Schicht).
Luftdichtheit darf nicht mit Dampfdiffusionsdichtheit verwechselt werden. Ein normaler Innenputz auf einem Mauerwerk ist z. B. ausreichend luftdicht, aber dampfdiffusionsoffen – das Gleiche gilt für Luftdichtungspapiere. Bei der Herstellung einer luftdichten Ebene geht es nicht um absolute Dichtheit, sondern um die Vermeidung von Konvektion, welche durch das rasche Entweichen von größeren Luftmengen durch Leckagen entsteht.
Anzumerken ist, dass durch Luftdichtigkeit oft auch der Schallschutz verbessert wird. Luftdichtheit in Bezug auf Schallschutz und Geruchsbelästigungen sind oft zwischen verschiedenen Wohnungen innerhalb eines Hauses ein wichtiger Aspekt. Mit der Differenzdruckmessung können einzelne Wohnungen auf ihre Dichtheit hin beurteilt werden.